# Глупыши
Глупыши́ (лат. Fulmarus) — род птиц из семейства буревестниковых. У них весьма большая продолжительность жизни, и они могут достичь возраста 40 лет.

## Описание

### Внешний вид
Длина тела примерно 50 см. Клюв массивный, сжатый с боков. Окраска оперения серая с белым.

### Распространение и среда обитания
Морские птицы, живут на Севере Атлантического и Тихого океанов, в Северном Ледовитом океане и в водах Антарктики. В России один вид — Глупыш (Fulmarus glacialis). Он живёт колониями на прибрежных скалах Новой Земли, Земли Франца-Иосифа и на крайнем северо-востоке страны.

### Питание
Глупыши питаются преимущественно рыбой, улитками, раками, головоногими и медузами. К тому же они не брезгуют падалью и рыбными отбросами. Пища подбирается с поверхности воды.

### Размножение
Глупыши гнездятся на скалах и откладывают по одному яйцу. Время насиживания — 60 суток.

### Поведение
Для защиты гнезда глупыши изрыгают на нападающего желудочную жидкость, к этому способны даже птенцы. На суше эти птицы передвигаются довольно неуклюже, но являются отличными летунами.

## Виды
Международный союз орнитологов относит к роду два современных вида:
- Глупыш (Fulmarus glacialis)
- Антарктический глупыш (Fulmarus glacialoides)

По ископаемым, найденным на тихоокеанском побережье Калифорнии, известны ещё два вымерших доисторических вида:
- Fulmarus miocaenus из среднего миоцена
- Fulmarus hammeri из позднего миоцена.

## Изображения

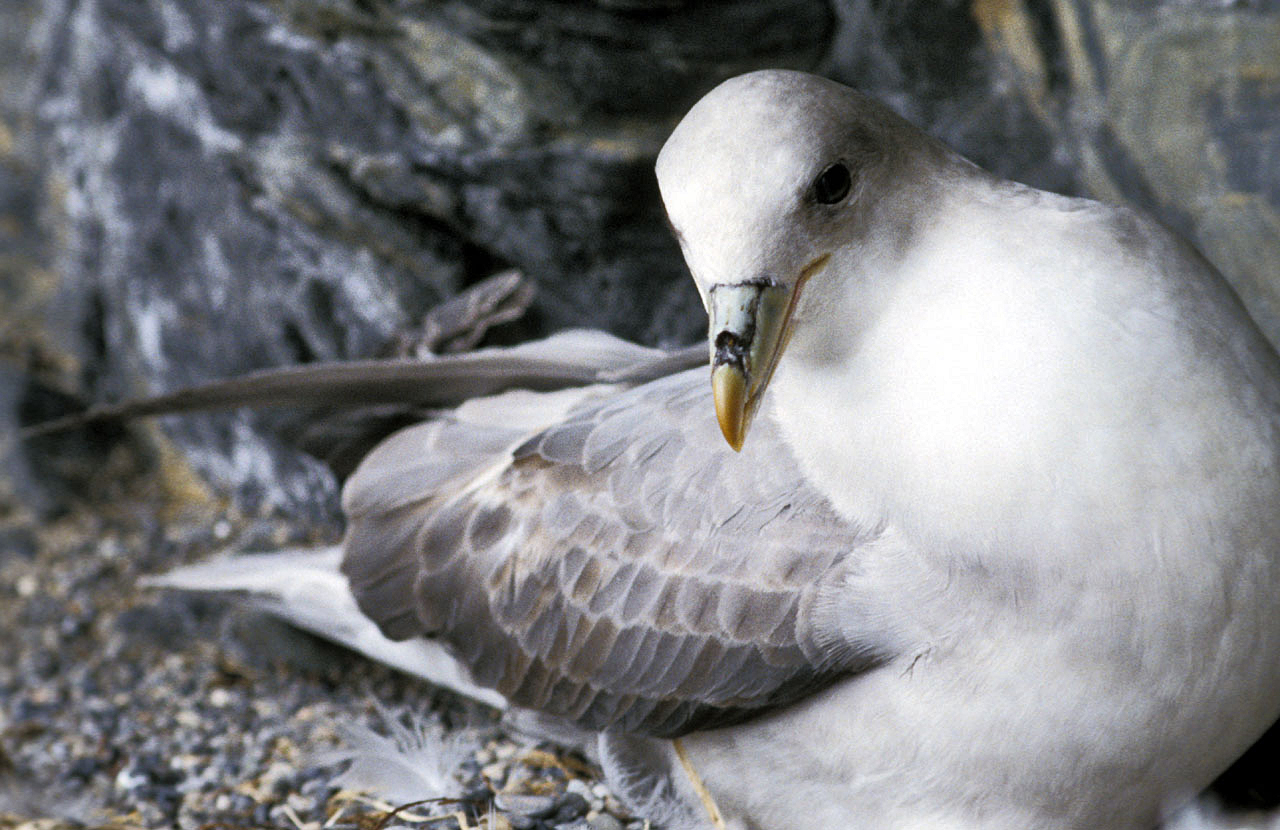
Глупыш
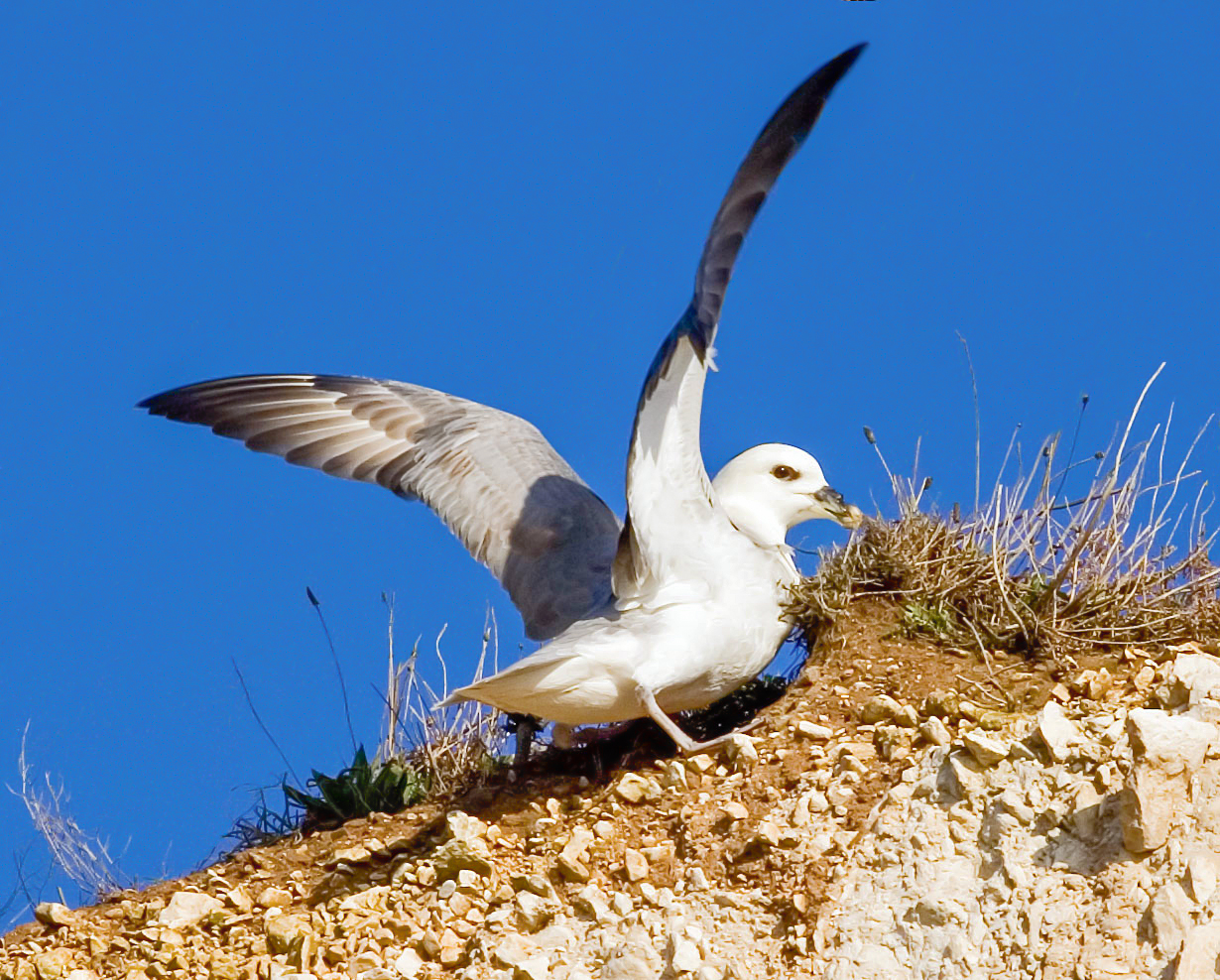
Глупыш
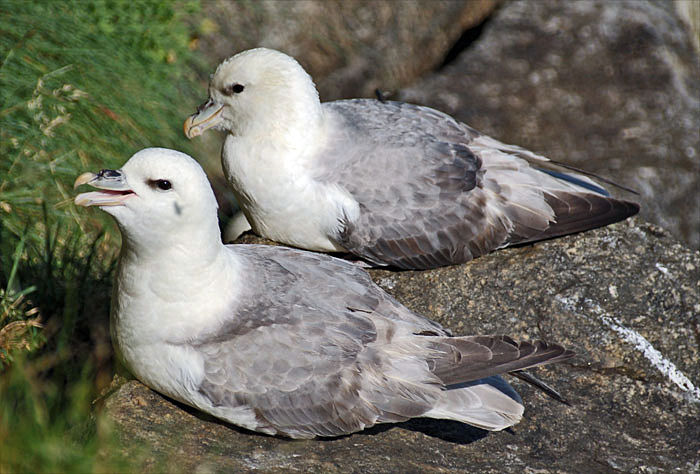
Глупыш
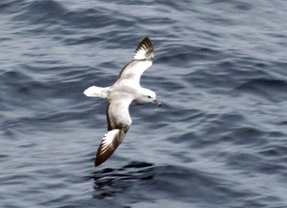
Антарктический глупыш